# 黑石沟水库
黑石沟水库是中国湖北省襄阳市宜城市境内的一座水库，位于汉江支流黑石沟上，建于1976年。水库正常库容为831万立方米，集雨面积为26.3平方千米，海拔为80米。